# 多倫多地鐵G型列車
多倫多地鐵G型列車（英語：G-series）是多倫多地鐵的鐵路通勤型列車，於1953年投入服務，為多倫多地鐵的第一批列車。此系列列車製造商為告羅士打鐵路卡車公司，由該公司製造的倫敦地鐵Q38和R型列車改良而成。此型號列車已於1990年退役，現時僅存兩輛車卡（編號5098/5099）在苗頓的荷頓區放射狀鐵路博物館展出。

## 圖片

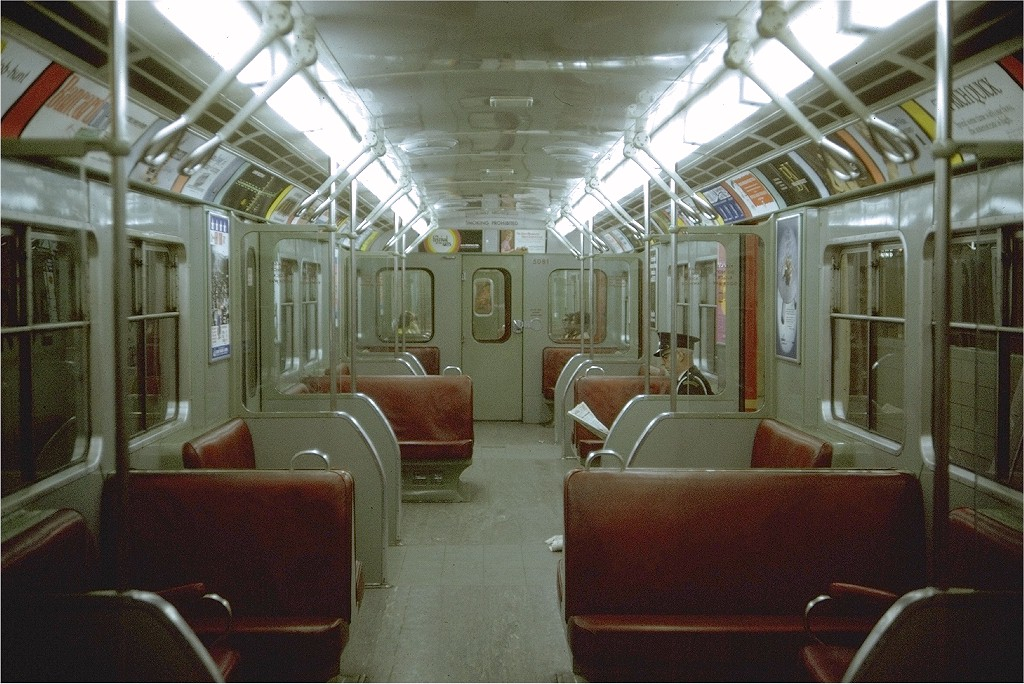
G1列車内部

## 外部連結
- 维基共享资源上的相關多媒體資源：G型